# Disclisioprocta natalata
Disclisioprocta natalata är en fjärilsart som beskrevs av Walker 1862. Disclisioprocta natalata ingår i släktet Disclisioprocta och familjen mätare. Inga underarter finns listade i Catalogue of Life.